# Школа нянь императрицы Александры Фёдоровны
Школа нянь императрицы Александры Фёдоровны — памятник архитектуры. Расположен в Пушкине, современный адрес дома — Красносельское шоссе, 9.
Здание для подготовки медицинских сестёр, рассчитанное на 50 обучающихся и 50 детей в прилегающем приюте, было заложено по инициативе Александры Фёдоровны 28 мая 1903 года по проекту С. А. Данини. Церемония освящения состоялась ровно через два года.
Здание было украшено щипцами с фахверком, стены сложены из неоштукатуренного красного кирпича, кровля была сделана черепичной. В плане строение Т-образное. Изначально было построено два этажа, впоследствии (ещё до революции, для организации лазарета после начала Первой мировой войны) была сделана надстройка третьим этажом, из-за чего дом потерял силуэт. Исходно у здания было три звена — классная, лаборатория, бельевая, квартира начальницы в среднем, приют в левом крыле и спальни нянь в правом. На мансарде был лазарет для детей и нянь с общими комнатами и тремя боксами.
В одном из проектов предполагалась более разнообразная облицовка: чередующиеся полосы красного и жёлтого кирпича на первом этаже, второй этаж должен был быть сложен из жёлтого кирпича.
Согласно записям Николая II об освящении, здание было уютным, практичным, без какой-либо роскоши.
После революции и до 1941 года здание занимал детский санаторий. Во время Великой Отечественной войны здание было сильно разрушено, и его восстановление состоялось только в 1958 году с сильным изменением внешнего вида. В здании расположена школа.